# Селло, Дидье
Дидье Селло (род. 20 февраля 1957) — французский шахматист, международный мастер (1983).

## Спортивные результаты
| Год  | Город        | Турнир                                    | + | − | = | Результат | Место |
| ---- | ------------ | ----------------------------------------- | - | - | - | --------- | ----- |
| 1978 | Буэнос-Айрес | 23-я олимпиада                            | 3 | 2 | 2 | 4 из 7    |       |
| 1979 | Куршевель    | Чемпионат Франции                         | 5 | 0 | 6 | 8 из 11   | 1—2   |
|      | Лион         | Матч за первое место против Бахара Куатли | 1 | 0 | 3 | 1 из 4    | 2     |